# Битва на Каталаунских полях
Битва на Каталаунских полях (в литературе также часто встречается название Би́тва наро́дов, фр. Bataille des champs Catalauniques; нем. Völkerschlacht auf den katalaunischen Gefilden) — состоявшееся после 15 июня 451 года сражение в Галлии, в котором войска Западной Римской империи под началом полководца Аэция в союзе с армией Тулузского королевства вестготов временно остановили нашествие коалиции племён гуннов и германцев под началом Аттилы на Галлию. Через год Аттила пошёл уже на Рим, что завершилось разграблением северо-италийских городов, вспышкой эпидемии в войсках гуннов и отступлением на свои территории.
Сражение стало крупнейшим и одним из последних в истории Западной Римской империи перед её распадом. Хотя исход битвы был неясен, Аттила был вынужден удалиться из Галлии.

## Предыстория

### Гунны
Нашествие гуннов на Европу началось в 370-е годы, когда неизвестные до того в Европе кочевые племена из Азии атаковали германские племена готов в Северном Причерноморье, открыв новый период истории — Великое переселение народов. Часть готов, позже названных вестготами, переселилась в пределы Римской империи (Фракию и Мёзию, территория современной Болгарии), другая часть (остготы) осталась под владычеством гуннов. В конце IV века гунны вышли к нижнему Дунаю, затем перешли его и к 420-м годам поселились в Паннонии (область к югу от среднего Дуная на стыке современных Австрии, Венгрии и Сербии).
В эти годы гунны смешиваются с германцами, что выражается в германских именах у предводителей гуннов и в определённом изменении их образа жизни. Усиление гуннов происходит при вожде Руа (Ругиле), но только после прихода к власти в 434 году его племянника Аттилы гунны объединили большинство варварских племён к северу от Дуная и Чёрного моря и в силу этого стали представлять серьёзную угрозу существованию Западной и Восточной Римских империй.
В 440-е годы Аттила опустошает владения Византии на севере Балкан, пока в 448 году не был заключён мир с императором Феодосием II на условиях выплаты ежегодной дани. В 451 году Аттила повернул свою конницу на Галлию, провозгласив целью вторжения разгром вестготов.

### Положение в Западной Римской империи
Поначалу римлянам удавалось использовать гуннов для войн со своими врагами. Римский полководец Стилихон ещё в 405 году привлекал гуннский отряд для разгрома Радагайса. Фактическую власть в Западной Римской империи с 429 года держал успешный полководец, главнокомандующий войсками (magister militum) Флавий Аэций при императоре Валентиниане. В 436 году гунны по его просьбе разгромили королевство бургундов в Галлии на Рейне. Затем Аэций нанимает отряды гуннов для борьбы с Тулузским королевством вестготов в Галлии.
К 450 году Галлия представляла собой страну, политически разорванную на части германскими племенами. Западная часть до реки Луары принадлежала вестготам, север захватили франки, на юго-востоке в районе реки Роны поселились бургунды, приморские и центральные области сохраняла за собой империя. Центральные районы Галлии были охвачены вооружённым восстанием багаудов, стихийным движением низших слоёв населения, которое не затухало с III века. В 448 году один из руководителей восставших, некий врач Евсевий, бежал к гуннам, после разгрома, учиненного багаудам аланскими федератами Римской империи во главе со знаменитым военачальником Гоаром. Это позволяет утверждать, что Аттила был хорошо осведомлён о положении дел в Галлии.
Войны с германцами в Галлии и угроза нашествия гуннов не позволили Аэцию сражаться в Северной Африке, где вандалы Гейзериха в 439 году захватили Карфаген, лишив империю богатых хлебородных провинций. Основав вандальское королевство, Гейзерих стал совершать грабительские морские набеги на владения империи. С гуннами Аэцию долго удавалось поддерживать хорошие отношения, основанные на личных контактах (он побывал сам в юности и потом отдавал сына в заложники к гуннам) и щедрых подношениях. Но к 451 году Аттила почувствовал себя достаточно сильным, чтобы сокрушить Западную империю.
Современники излагают две основные причины, повлёкшие разрушительный поход Аттилы на Запад. По первой, распространённой в Византии, сестра императора Валентиниана Гонория попросила вождя гуннов освободить её от власти брата и даже будто обещала выйти за него замуж. Аттила потребовал Гонорию в жёны и в качестве приданого половину Западной Римской империи, а после отказа атаковал империю в Галлии. По другой версии, король вандалов Гейзерих натравил подкупом Аттилу на королевство вестготов, потому что дочь короля вестготов Теодориха пыталась отравить своего мужа Гунериха, сына и наследника Гейзериха.

## Вторжение в Галлию

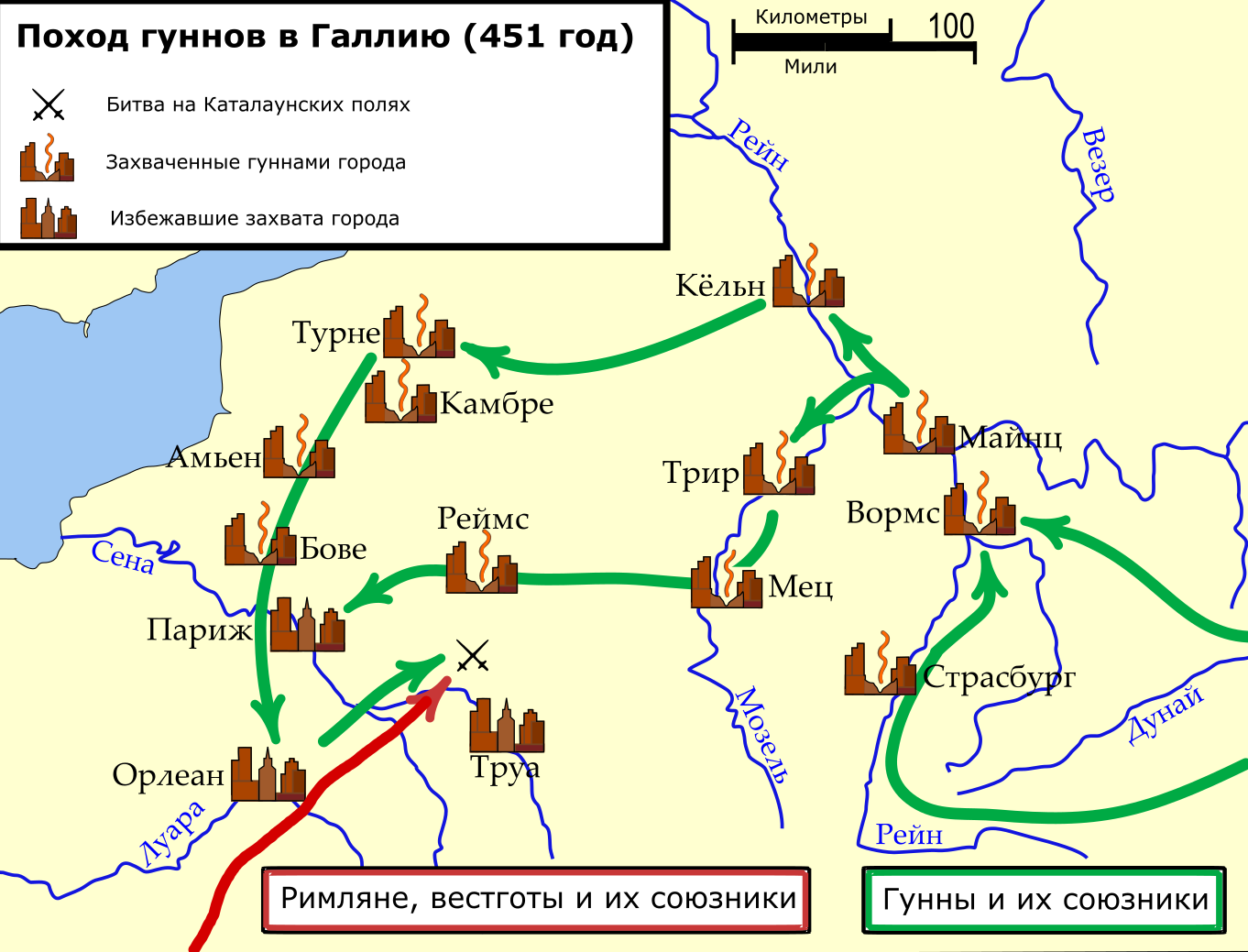
Поход гуннов в Галлию (451 год)

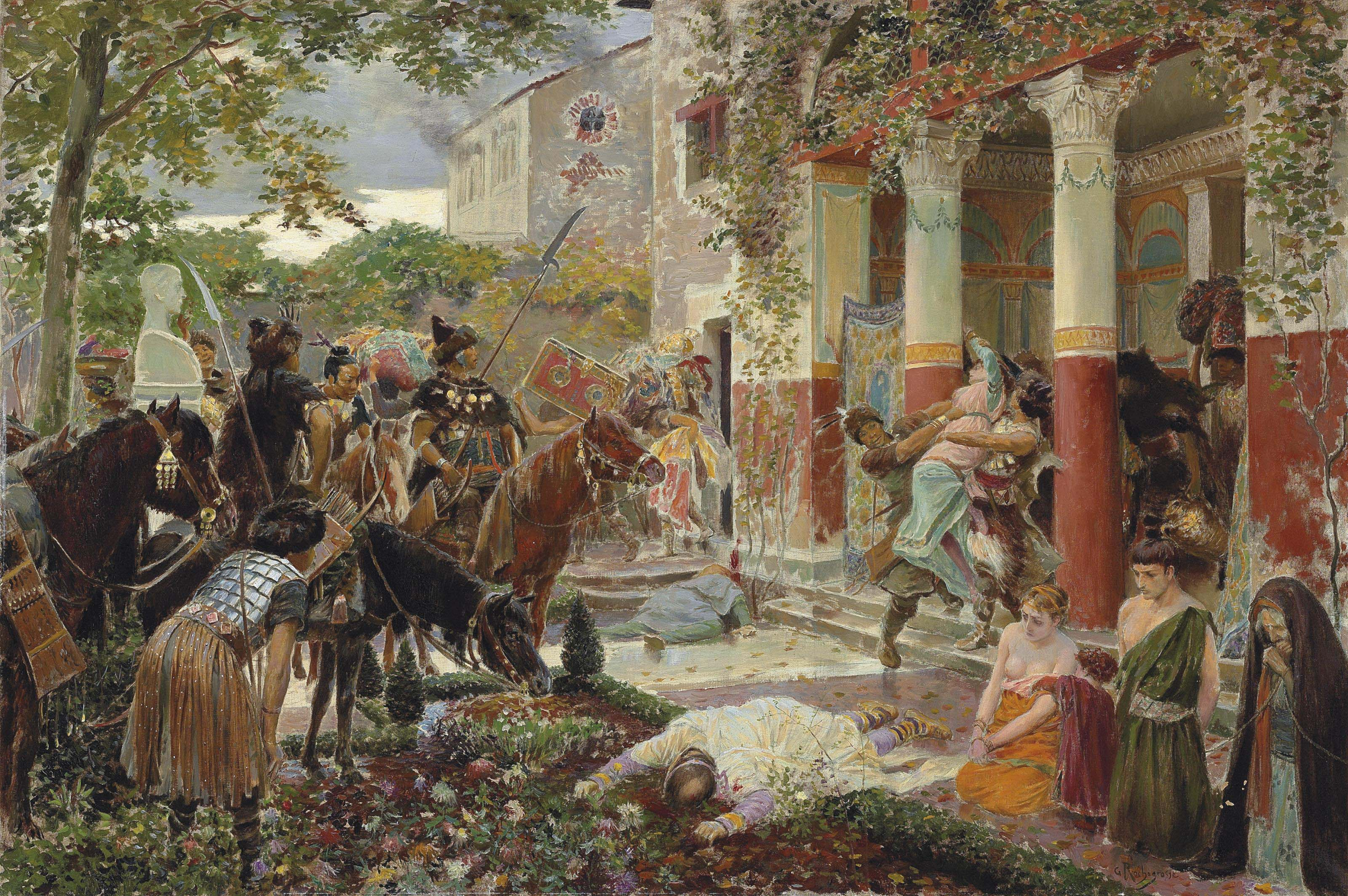
Гунны разоряют виллу в Галлии.
Иллюстрация Жоржа Рошгросса (1910 г.)

Ставка Аттилы находилась на территории современной Венгрии. Вождю гуннов удалось собрать для похода в Галлию огромное варварское войско, численность которого Иордан оценил в невероятные полмиллиона человек. Под началом Аттилы собрались, кроме гуннов и аланов, германцы остготы (король Валамир), гепиды (король Ардарих), руги, скиры, герулы, тюринги.
Перед вторжением Аттила предпринял неудачную попытку развалить мирное соглашение между римлянами и вестготами. Иордан пишет об этом так:

«Тогда Аттила, порождая войны, давно зачатые подкупом Гизериха, отправил послов в Италию к императору Валентиниану, сея таким образом раздор между готами и римлянами, чтобы хоть из внутренней вражды вызвать то, чего не мог он добиться сражением; при этом он уверял, что ничем не нарушает дружбы своей с империей, а вступает в борьбу лишь с Теодеридом, королём везеготов. […] Равным образом он направил письмо и к королю везеготов Теодериду, увещевая его отойти от союза с римлянами и вспомнить борьбу, которая незадолго до того велась против него».

Весной 451 года Аттила пересёк средний Рейн, 7 апреля он захватил и полностью разрушил Диводурум. Григорий Турский сообщил об этом так: «Они предали город огню, убивали народ остриём меча, а самих служителей господних умерщвляли перед священными алтарями. Во всём городе не осталось ни одного неповреждённого места, кроме часовни блаженного Стефана»'.
Сохранившиеся хроники не вдаются в подробности событий в Галлии. Разорение Аттилой Галлии можно проследить по житиям святых, чьи деяния были отмечены в церковных документах. В Реймсе замучен епископ Никасий, был разрушен Тонгерен, в Кёльне погибла святая Урсула. Согласно Gesta Treverorum, был разграблен Трир. Незначительный в ту пору Париж (Lutetia Parisiorum) уцелел, гунны прошли мимо.
Перед лицом грозного нашествия объединились бывшие враги, римлянин Аэций и король вестготов Теодорих. Современник нашествия Проспер отразил в своей хронике вынужденный союз: «Когда он [Аттила] перешёл Рейн, многие галльские города испытали его жесточайшие нападения; тогда быстро и наши и готы согласились с тем, что ярость наглых врагов нужно отражать, объединив войска». По словам Иордана, император Валентиниан склонил Теодориха к военной коалиции. Собственные войска империи под началом Аэция состояли в основном из сборных варварских отрядов («франки, сарматы, арморицианы, литицианы, бургундионы, саксоны, рипариолы, брионы — бывшие римские воины, а тогда находившиеся уже в числе вспомогательных войск, и многие другие как из Кельтики, так и из Германии») и не могли самостоятельно противостоять гуннам, что показало последующее вторжение Аттилы в 452 году в Италию.
В июне 451 года Аттила подошёл к Аврелиану (современный Орлеан) на средней Луаре в центре Галлии. В тех краях Аэцием в 440 году было поселено одно из аланских племён, вождь которого, Сангибан, обещал Аттиле сдать город. Тогда Аттила бы имел возможность без проблем по мостам перейти на левый (южный) берег Луары, открыв путь во владения вестготов. Согласно житию Св. Анниана, епископа Аврелиана, соединённые силы Аэция и Теодориха спасли город 14 июня, когда гунны уже проломили стены города таранами.
Аттила отошёл на Каталаунские поля (более 200 км к востоку от Орлеана), перейдя на правый берег Сены, вероятно, в городе Трикассы (совр. Труа). К северу от Труа на обширной равнине в современной провинции Шампань состоялось генеральное сражение.

## Сражение
Место и день битвы, которая многими историками считается одной из величайших в истории Европы, точно не известны. Согласно предположению историка Бьюри, она могла произойти в 20-х числах июня 451 года, что в целом принимается последующими историками.
Место битвы указывается у Иордана (единственный источник, описавший сражение) и Идация (современник сражения) как Каталаунские поля (лат. in campis Catalaunicis). Однако размер этой равнины у Иордана исчисляется более чем 150 тысячами шагов, то есть под название Каталаунские поля попадает вся современная французская провинция Шампань. Другие источники позволяют более точно локализовать битву к северу от города Труа в провинции Шампань в местечке «Maurica», местонахождение которого определяется лишь предположительно без консенсуса между историками.
По описанию Иордана, который пересказывал Приска, великое по количеству войск и жертвам сражение происходило крайне сумбурно и без особой подготовки. Сначала ночью, вероятно, на встречном марше, столкнулись франки (сторона римлян) с гепидами (сторона гуннов), перебив в бою 15 тыс. человек с обеих сторон. На следующий день выяснилась диспозиция сил — римлян и гуннов разделял высокий холм, который первыми успели занять римско-готские войска. У них с левого фланга находились войска Аэция, на правом располагались вестготы Теодориха. В центр союзники поставили короля аланов Сангибана, которому, по свидетельству Иордана, «они мало доверяли». У гуннов Аттила с лучшими войсками занимал центр, остготы находились на его левом фланге.
Аттила долго колебался, прежде чем атаковать противника. Иордан объясняет это двумя причинами. По первой, гадатели Аттилы предсказали беду гуннам. По второй, более рациональной причине, Аттила начал битву поздно, в девятом часу дня по римскому времени (то есть примерно в третьем часу дня), чтобы, «если дело его обернётся плохо, наступающая ночь выручит его». Гунны безуспешно атаковали верхушку холма, откуда их сбросили отряды Аэция и Торисмунда, старшего сына Теодориха.
Аттила обратился к гуннам с речью, которая заканчивалась словами: «Кто может пребывать в покое, если Аттила сражается, тот уже похоронен!», и повёл войска в наступление. Произошла грандиозная беспорядочная резня, результаты которой Иордан образно передал в таком виде:

«Битва лютая, переменная, зверская, упорная […] Если верить старикам, то ручей на упомянутом поле, протекавший в низких берегах, сильно разлился от крови из ран убитых; увеличенный не ливнями, как бывало обычно, но взволновавшийся от необыкновенной жидкости, он от переполнения кровью превратился в целый поток».

В ночной свалке затоптали упавшего с коня престарелого короля вестготов Теодориха. Не заметив потери своего короля, вестготы отбросили гуннов в их лагерь, защищённый по периметру повозками. Бой постепенно затух с наступлением ночи. Сын Теодориха Торисмунд, возвращаясь в свой лагерь, в темноте наткнулся на повозки гуннов и в завязавшейся схватке был ранен в голову, но спасён своей дружиной. Аэций, войска которого разошлись с союзниками, в темноте также с трудом нашёл дорогу в свой лагерь.
Только утром стороны увидели результаты вечерней бойни. Погиб родственник Аттилы Лаударик. О тяжёлых потерях Аттилы свидетельствовало его нежелание выдвигаться за пределы укреплённого лагеря. Тем не менее гунны беспрестанно стреляли из-за ограды, внутри их лагеря раздавались звуки труб и прочая активность. На совете у Аэция было решено осадить лагерь противника, взяв Аттилу измором.
Вскоре после этого обнаружили тело Теодориха, и ситуация резко поменялась. Аэций посоветовал избранному войском новому королю вестготов Торисмунду поспешить в Тулузу, чтобы утвердить свою власть от оставшихся там братьев. По словам Иордана, Аэций счёл более выгодным сохранить разгромленных, по его мнению, гуннов в качестве противовеса усилившимся вестготам. Вестготы покинули поле битвы, а спустя некоторое время беспрепятственно удалились и гунны. Источники не проясняют, как разошлись в Галлии противоборствующие стороны. Современник сражения Проспер, наблюдавший за событиями из Рима, записал в своей хронике нерешительный итог сражения:

«Хотя в этом столкновении никто из [соперников] не уступил, произошли не поддающиеся подсчёту истребления погибавших и с той и с другой стороны, однако гуннов сочли побеждёнными потому, что те, кто выжил, потеряв надежду на [успех в] сражении, вернулись восвояси».

## Легенда

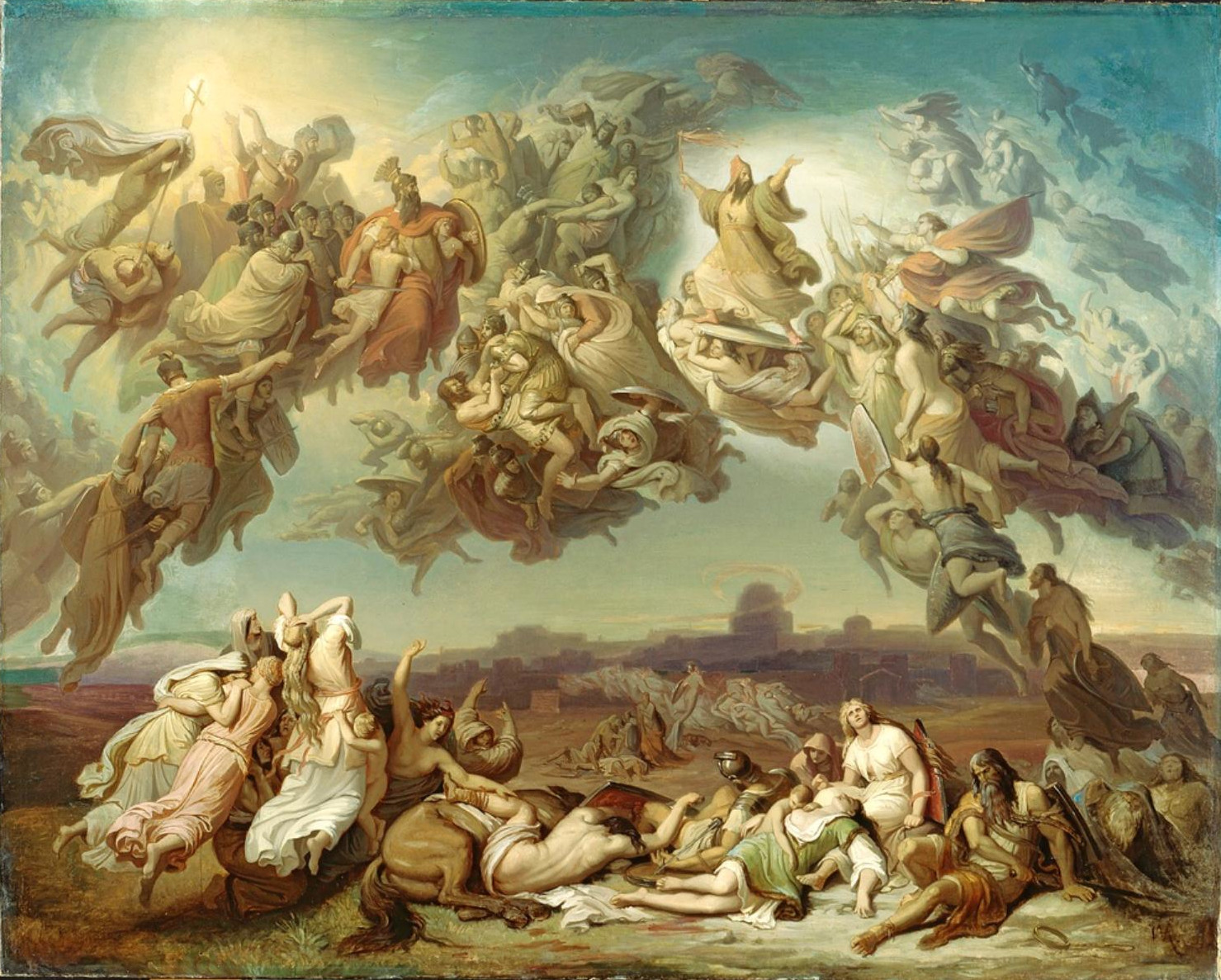
Битва гуннов с римлянами. Фреска худ. Каульбаха (1834—1837 гг., Новый музей в Берлине) по мотивам легенды Дамаския.

Как бы ни рассматривался итог сражения, оно стало крупнейшим в Западной Европе в V веке по количеству участников и одним из самых кровопролитных. Вскоре после битвы появились легенды, одну из которых примерно 50 лет спустя передал греческий философ Дамаский:

«Во времена Валентиниана, который сменил Гонория, Аттила под Римом дал сражение римлянам. Никто не избежал массового убийства с обеих сторон, кроме военачальников и некоторых из числа их телохранителей. Когда тела погибших упали, их души продолжили сражаться в течение 3 дней и 3 ночей. Мёртвые бились с не меньшим ожесточением и мужеством, чем когда они были живые. Видели призраки воинов и слышали громкое клацанье от их оружия».

## Последствия битвы

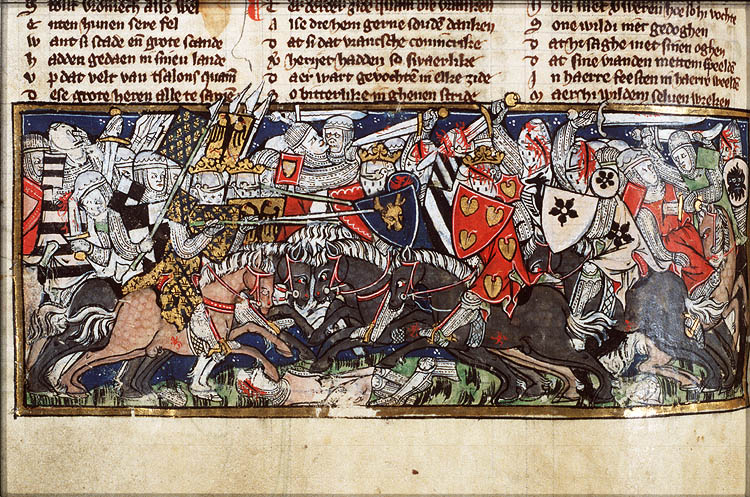
Миниатюра из манускрипта XIV века с изображением битвы на Каталаунских полях.

По сведениям Иордана, в битве пало 165 тысяч воинов с обеих сторон, не считая погибших в предыдущую ночь 15 тыс. франков и гепидов. Идаций сообщил даже о 300 тысячах убитых. Аттила не был разгромлен, но вынужден был покинуть Галлию.
Обогнув Альпы, он атаковал в следующем 452 году Северную Италию со стороны Паннонии. Был взят штурмом и разгромлен крупнейший город на Адриатическом побережье Аквилея, пали другие города, захвачен Милан. Только эпидемия среди гуннов, а также выдвижение войск Восточной Римской империи в дальние тылы гуннов за Дунай, заставили Аттилу покинуть Италию.
В 453 году Аттила ещё раз вступил в сражение с аланами и вестготами на Луаре, но снова был вынужден отступить и в том же году скончался.
Нашествие Аттилы в Галлию в 451 году и его встреча с папой римским Львом в 452 году оставили богатый след в католической житийной литературе. В средневековых сочинениях Аттилу стали называть Бич Божий (flagellum dei), отражая латинскую церковную традицию рассматривать вождя гуннов как наказание за грехи. Уже Григорий Турский (VI век) писал о словах апостола епископу Аравацию: «Господь твёрдо решил, что гунны должны прийти в Галлию и, подобно великой буре, опустошить её». В начале VII века Исидор сформулировал устоявшиеся воззрения:

«Они были гневом Господним. Так часто, как его возмущение вырастает против верующих, он наказывает их Гуннами, чтобы, очистившись в страданиях, верующие отвергли соблазны мира и его грехи и вошли в небесное королевство».

В средневековых сочинениях битва на Каталаунских полях представлялась как символ победы цивилизованного мира над разрушительным варварством.

## В культуре
Битва показана в американо-литовском сериале «Аттила-завоеватель». Римляне заняли позицию на холме и вместе с вестготами отбили несколько пеших атак гуннов. В разгар битвы римлянин по приказу Аэция пустил Теодориху предательскую стрелу в спину. После битвы вестготы покинули римлян.
Ряд обстоятельств говорит также о том, что Дж. Р. Р. Толкин использовал описание Каталаунской битвы и осады Орлеана в качестве рабочего материала при создании той части «Властелина Колец», где происходят Битва на Пеленнорских полях и осада Минас Тирита.
Каталаунские поля, утро после битвы (дня, когда «сам Аттила потерпел поражение») — место и время рождения дракона из пьесы Е. Л. Шварца «Дракон».